# Kabarett Änderungsschneiderei
Die Kabarett Änderungsschneiderei (kurz: Die KÄS) wurde 1997 als Kleinkunstbühne von "Kabarett Knobi-Bonbon" Şinasi Dikmen und seiner Ehefrau Ayşe Aktay gegründet. Als erstes deutsch-türkisches Kabarett in Deutschland mit eigenem Programm und fester Spielstätte bietet die KÄS auch anderen Kabarettisten eine Spielstätte. Gäste der KÄS waren und sind Josef Hader, Dieter Hildebrandt, Gerhard Polt, Urban Priol, Georg Schramm, Emil Steinberger und viele andere.
Seit 2002 befindet sie sich in der Naxos-Halle im Stadtteil Ostend in Frankfurt am Main. 

## Eigenes Programm
- seit 2009/2010: Islam für Anfänger[1]
- seit 2010: Integriert und intrigiert!, UA: 19. März 2010